# Stengärdet
Stengärdet är ett naturreservat i Kungsörs kommun i Västmanlands län.
Området är naturskyddat sedan 1968 och är 43 hektar stort. Reservatet omfattar en sträcka av Köpingsåsen och består av en stenmatta på toppen av åsen och en gran- och tallskog nedanför.